# C-AKv-Kupplung
Die C-AKv-Kupplung (Compact – Automatische Kupplung vereinfacht) ist eine von Faiveley Transport entwickelte vollautomatische Mittelpufferkupplung für Eisenbahnfahrzeuge, die als Ersatz für die europäische Schraubenkupplung entwickelt wurde. Sie hat das Willison-Profil der russischen SA-3-Kupplung und ist sowohl mit der europäischen Schraubenkupplung als auch mit der SA-3- und der bisherigen UIC-Mittelpufferkupplung adapterlos kuppelbar.

## Geschichte

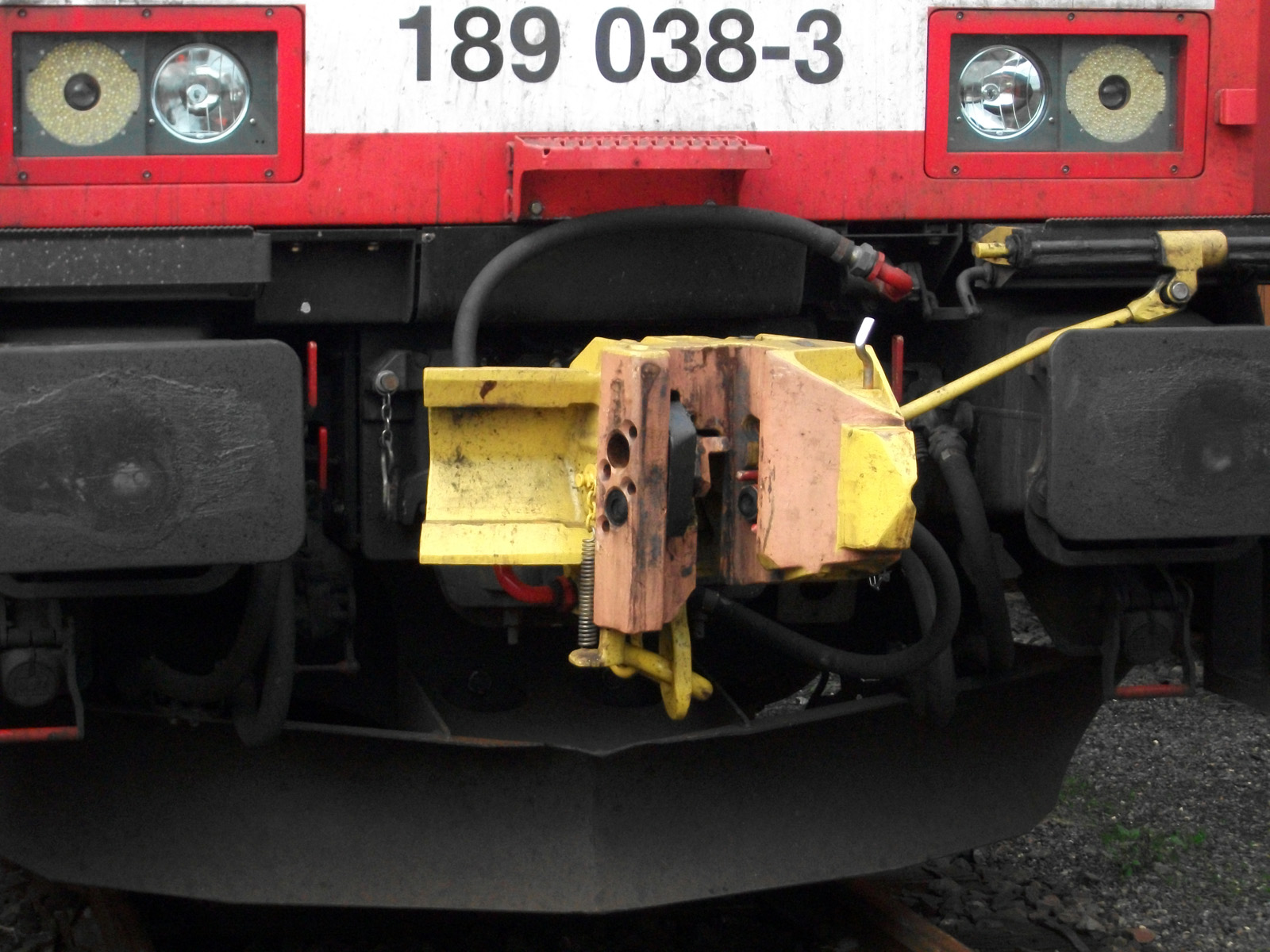
C-AKv-Kupplung an einer Lok der Baureihe 189 für den Einsatz vor Erzzügen

Bereits in den 1970ern war mit der UIC-Mittelpufferkupplung (Bauarten Intermat bzw. AK69e) eine neue Kupplungsbauart für die europäischen Eisenbahnen entwickelt worden. Sie sollte die europäische Schraubenkupplung ersetzen, die wenig belastbar ist, personal- und zeitaufwändig kuppelt und hohe Wartungskosten verursacht. Eine europaweite Einführung wurde jedoch immer wieder verschoben. Da Fahrzeuge mit dieser Kupplung nicht mit solchen mit Schraubenkupplung kuppelbar waren, wäre ein flächendeckend simultaner Umstieg notwendig gewesen, den einige Mitgliedsländer finanziell nicht stemmen konnten. Die zeitgleich mitentwickelte Gemischtkupplung war seinerzeit nur im Rangierdienst zugelassen.
Die C-AKv-Kupplung wurde von SAB WABCO, jetzt Faiveley Transport Witten GmbH entwickelt. Im Gegensatz zur UIC-Mittelpufferkupplung ist die C-AKv-Kupplung durch eine integrierte Hilfskuppelkette mit Schraubenkupplungen kuppelbar, so dass nunmehr eine Umrüstung der Fahrzeuge schrittweise möglich wäre. Seit 2002 ist sie im erprobenden Dauereinsatz bei Kohleganzzügen der DB Schenker Rail zwischen dem Tagebau Profen und dem Kraftwerk Schkopau. DB Schenker Rail (bis zum Jahr 2008 unter dem Namen Railion), Faiveley und die TU Berlin erarbeiteten 2008 bis 2011 mögliche Strategien für den langfristigen Umstieg auf die C-AKv-Kupplung.
2009 erhielt das Siemens-Werk München-Allach von Railion den Auftrag, 18 existierende Lokomotiven der Baureihe 189 mit der C-AKv-Kupplung auszurüsten. Damit sollen Erzzüge mit bis zu 6000 t Masse auf der Strecke Rotterdam–Dillingen (Saar), gefahren werden. Die integrierte Leitungskupplung wird dabei mit zwei Luftleitungen genutzt, nämlich für die Hauptluftleitung, die zum Bremsen dient, und die Hauptluftbehälterleitung, die zur Versorgung pneumatisch betriebener Verbraucher in den Wagen dient. Die Lokomotiven kommen dabei in Doppeltraktion zum Einsatz. Im März 2010 wurden die ersten vier Lokomotiven mit C-AKv-Kupplung dem Betrieb übergeben. Die Erzwagen dieser Züge sind bereits seit Jahren mit AK69e-Kupplungen im Einsatz, sie werden im Rahmen der Erhaltung auf C-AKv umgerüstet.

## Aufbau

Zeichnung des Kupplungskopfes in Frontalansicht

Als stark veränderte Weiterentwicklung der UIC-Mittelpufferkupplungen basiert die C-AKv-Kupplung auf der Form der SA-3-Kupplung.
Gegenüber der SA-3 sind Druckluftleitungen und (optional) elektrische Verbindungen in die Kupplung integriert, so dass keine Handarbeit beim Kuppeln erforderlich ist. Im Gegensatz zu vorangegangenen Entwürfen, die die ineffektive Schraubenkupplung in Europa ersetzen sollten und scheiterten (wenn auch nicht aus technischen Gründen), ist die C-AKv-Kupplung mit dieser kuppelbar.
Die immensen Kosten einer europa- oder landesweit gleichzeitigen Umrüstung waren einer der Hauptgründe für das Scheitern. In der Zwischenzeit hat die Gemischtkupplung allerdings ihre Eignung auch für einen sicheren Zugbetrieb sowohl in Finnland als auch beim Betrieb der Überführungs- und Kuppelwagen nachgewiesen, eine simultane Umstellung wäre deshalb nicht mehr notwendig.
Ermöglicht wird das Gemischtkuppeln ohne Adapter mit der Schraubenkupplung, weil die Luft- und Elektroanschlüsse, die bei den UIC-Mittelpufferkupplungen unter der mechanischen Kupplung in den Starrmachungsorganen angeordnet waren, in das Willison-Profil selbst eingebaut werden, nämlich an die Außenfläche des kleinen Zahnes und die entsprechende Kontaktfläche. Dadurch bleibt nach dem Vorbild des 'Unilink'-Kuppelkopfes darunter Platz für die Aufbewahrung der Kuppelkette. Somit ist das Design viel kompakter als die Vorgängerentwürfe; die Form unterscheidet sich von der SA-3-Kupplung außer durch die Anschlüsse selbst optisch nur durch die an die Seiten des Willisonprofils verlegten Starrmachungsorgane in Form eines Horns vorn am großen Zahn und eine zugehörige Tasche am kleinen Zahn, die beim Kuppeln beidseitig ineinandergreifen. Die Hilfskuppelketten wären allerdings bei einer generellen Einführung der Kupplung nur acht Jahre erforderlich und nützlich, da nach diesem Zeitraum alle infragekommenden Fahrzeuge einer Hauptuntersuchung in einem Erhaltungswerk unterzogen und dabei umgerüstet worden wären.
Für das Kuppeln mit SA3- und UIC-Mittelpufferkupplungen müssen die Luft- und Elektroanschlüsse von Hand aus dem Willison-Profil geklappt und die Leitungen manuell verbunden werden.

## Vor- und Nachteile

### Belastbarkeit
Die C-AKv-Kupplung hat eine zugelassene Zugbelastung von 1000 kN und Schubbelastung von 2000 kN (Schraubenkupplung mit Seitenpuffern: 450 kN/1000 kN). Für den Spurwechselverkehr nach der Ukraine, Weißrussland und Russland existiert eine Variante mit 2500 kN Zug- und 3000 kN Druckkraft. Durch diese höhere Belastbarkeit bei Zug- und Druckbeanspruchung sowie durch die zentrale Kräfte-Einleitung in das Fahrzeug können wesentlich schwerere Züge befördert werden. Bei Bergfahrt können somit längere Züge mit den normalen Triebfahrzeugen gefahren werden oder es kann auf die derzeit üblichen zusätzlichen Schiebeloks verzichtet werden. Bei Talfahrten könnten die zulässigen Geschwindigkeiten erhöht und die mögliche Rückspeiseleistung moderner Elektrolokomotiven besser ausgeschöpft werden. Es ergeben sich daraus ökonomische Vorteile durch bessere Auslastung der Streckenkapazitäten, kürzere Beförderungszeiten sowie gesenktem Energiebedarf und Materialverschleiß. In seltenen Fällen könnten auch Unfälle durch Überpuffern vermieden werden. Diese Vorteile gegenüber der Schraubenkupplung teilt die C-AKv-Kupplung mit den anderen Mittelpufferkupplungen wie der SA-3-, UIC- und der Janney-Kupplung.

### Zeit- und Personalaufwand beim Kuppelvorgang
Zum Kuppeln müssen die beteiligten Eisenbahnfahrzeuge lediglich aufeinander zu rollen, bis die Kupplung einrastet. Alle Anschlüsse werden automatisch verbunden. Im Gegensatz dazu wird bei SA-3- und den unstarren Versionen der Janney-Kupplung der Eingriff eines Mitarbeiters benötigt, der in einigen Sekunden Bremsleitungen und gegebenenfalls andere Anschlüsse verbindet. Bei der zur Zeit üblichen Schraubenkupplung muss der kuppelnde Mitarbeiter auch die mechanische Kupplung manuell bewerkstelligen, indem er die Kette in den Zughaken einhängt und die Doppelspindel festzieht, was etwa eine Minute dauert. Erschwerend ist, dass die Schraubenkupplung nur erreichbar ist, wenn man in stark gebückter Haltung unter den Puffern hindurchtritt.
Das unverzögerte Entkuppeln der C-AKv erfolgt bei Triebfahrzeugen und Steuerwagen fernbedient vom Führerstand, bei allen anderen Fahrzeugen durch Ziehen eines seitlich erreichbaren Hebels an der Kupplung, wobei es ausreicht, einen der beiden verbundenen Kuppelköpfe zu entriegeln. Bei SA-3-, UIC- und Janney-Kupplung ist diese Funktion vergleichbar. Die Kette der Schraubenkupplung dagegen muss aufwändig langgedreht und losgehängt werden.
Die Zugsammelschiene muss weiterhin von Hand gekuppelt und getrennt werden. Allerdings erfordert das kein Hereintreten in den Raum zwischen den Fahrzeugen. Die Übergangsbrücken von Reisezugwagen sind von oben abzuklappen, bei druckdichten Wagenübergängen ist auch das nicht notwendig. Die Bauhöhe und das starre Prinzip ermöglichen einen ebenen Wagenübergang ohne die im osteuropäischen Breitspurnetz übliche Stufe. Allerdings gibt es derzeit keine konkreten Pläne für die Umstellung von Reisezugwagen.
Den schnellen und selbsttätigen Kuppelvorgang teilt die C-AKv mit anderen starren Mittelpufferkupplungen wie der UIC-Mittelpufferkupplung, Scharfenberg-Kupplung, GF-Kupplung, AAR-Kupplung Typ H und Schwab-Kupplung.

### Sicherheit
Da während des Kuppelns und Entkuppelns niemand zwischen die sich bewegenden Eisenbahnfahrzeuge treten muss, entfällt eine große Gefahrenquelle für Unfälle, ebenso wie die Verletzungsgefahr und körperliche Anstrengung beim Ein- und Aushängen der etwa 36 kg schweren Kette der Schraubenkupplung.
Weil die Längskräfte zentral eingeleitet werden, neigen die Züge im Schiebebetrieb weniger zum Entgleisen als bei der Kombination von Schraubenkupplung und Seitenpuffern. Das erhöht die Sicherheit und macht Geschwindigkeitsbeschränkungen in Bögen und die engen Begrenzungen der geschobenen Zugmassen sowie die Bremskraftbegrenzung der dynamischen Bremse überflüssig.
Diese Vorteile teilen alle starren Mittelpufferkupplungen mehr oder weniger.

### Wartungskosten und Verschleiß
Die Seitenpuffer von Eisenbahnfahrzeugen, die mit Schraubenkupplung verbunden werden, müssen regelmäßig gefettet und ausgetauscht werden. Während für die Übergangszeit alle Fahrzeuge mit C-AKv-Kupplung über Seitenpuffer verfügen, um eine Gemischtkupplung zuzulassen, verursachen diese doch keinerlei Wartungskosten, solange sortenrein gekuppelt wird. Der Verschleiß von fest verbundenen Mittelpufferkupplungen ist um Größenordnungen geringer.
Finanziell noch mehr ins Gewicht fällt der verminderte Verschleiß der Radsätze: Da Mittelpufferkupplungen mit geeigneten Lagern Querkräfte weitergeben können, wirken geringere Seitenkräfte zwischen Spurkranz und Schiene. Radreifen und Schienen verschleißen weitaus langsamer. In einem Feldversuch vom Tagebau Profen zum Kraftwerk Schkopau wurde ab 2004 die C-AKv-Kupplung getestet, bei der sich die Anzahl der gewechselten Radsätze im Beobachtungszeitraum auf weniger als ein Drittel reduzierte.

### Anschaffungskosten
Verglichen mit der europaweit verbreiteten und technisch primitiven Schraubenkupplung sind die Anschaffungskosten der C-AKv-Kupplung höher. Für die oben erwähnten Kohlezüge schätzen die Verantwortlichen die Amortisationszeit auf etwa 5 bis 10 Jahren, und zwar aufgrund der hohen Einsparungen bei den Radsätzen. Das mögliche Einsparpotential ist jedoch sehr unterschiedlich je nach Transportgut, Transportgattung (Einzelwagen-/Ganzzugverkehr, Kombinierter Verkehr) und Mischungsgrad mit der herkömmlichen Schraubenkupplung.
Eisenbahnfahrzeuge, die für die Umrüstung auf die europäische UIC-Mittelpufferkupplung vorbereitet sind, bedürfen keiner weiteren Umrüstung für die Aufnahme der C-AKv-Kupplung.

### UIC-Konformität
Im Gegensatz zur unveränderten SA-3-Kupplung und zur Janney-Kupplung erfüllt die C-AKv-Kupplung die Vorgaben der UIC, die zur Entwicklung der UIC-Mittelpufferkupplung führten; sie erfüllt die Norm UIC 522-1. Unter anderem umfasst dies zuverlässiges Kuppeln in den engen Bogenradien West- und Mitteleuropas.
Insbesondere ist die Kupplung kompatibel mit Einbaurahmen nach UIC 530-1, die seit den 1970er Jahren an den meisten europäischen Eisenbahnfahrzeugen eingebaut wurden.

### TSI-Konformität
Innerhalb der Europäischen Union gilt die Technische Spezifikation für die Interoperabilität (TSI) aus dem Jahr 2006 (2006/861/EG). Diese schreibt vor, dass Wagen mit dem Schraubenkupplungssystem kuppelbar sein müssen. Dies kann auch über eine Hilfskupplung ermöglicht werden. Die C-Akv-Kupplung erfüllt die Anforderungen in Kombination mit Seitenpuffern. Eine Überarbeitung dieser TSI ist erforderlich, wenn die C-Akv die Standardkupplung werden soll.

### Längsrucken
Ohne zusätzliche Puffer tritt in Längsrichtung ein Spiel zwischen benachbarten Wagen auf, was zu Längsrucken führt. Das ist im Personenverkehr aus Komfortgründen nicht erwünscht. Es werden daher technische Ergänzungen wie feste Gummipuffer direkt an der Kupplung diskutiert.
Diese Eigenschaft teilt sie mit der SA-3-Kupplung. An mit SA-3 ausgestatteten Reisezugwagen befinden sich Seitenpuffer, um die Kupplung mit einer dauerhaften Spannung zu beauflagen.